# Polycyrtus inca
Polycyrtus inca är en stekelart som beskrevs av Joseph Augustine Cushman 1931. Polycyrtus inca ingår i släktet Polycyrtus och familjen brokparasitsteklar. Inga underarter finns listade i Catalogue of Life.